# Reno (comtat de Lamar)
Reno és una població dels Estats Units a l'estat de Texas. Segons el cens del 2000 tenia 2.767 habitants.

## Demografia
Segons el cens del 2000, Reno tenia 2.767 habitants, 1.041 habitatges, i 835 famílies. La densitat de població era de 282,6 habitants/km².
Dels 1.041 habitatges en un 43,3% hi vivien nens de menys de 18 anys, en un 66,3% hi vivien parelles casades, en un 11,7% dones solteres, i en un 19,7% no eren unitats familiars. En el 17,9% dels habitatges hi vivien persones soles el 5,3% de les quals corresponia a persones de 65 anys o més que vivien soles. El nombre mitjà de persones vivint en cada habitatge era de 2,66 i el nombre mitjà de persones que vivien en cada família era de 3,01.
Per edats la població es repartia de la següent manera: un 29,5% tenia menys de 18 anys, un 8% entre 18 i 24, un 30,1% entre 25 i 44, un 22,9% de 45 a 60 i un 9,4% 65 anys o més.
L'edat mitjana era de 34 anys. Per cada 100 dones de 18 o més anys hi havia 89,1 homes.
La renda mitjana per habitatge era de 40.893 $ i la renda mitjana per família de 45.000 $. Els homes tenien una renda mitjana de 38.889 $ mentre que les dones 22.238 $. La renda per capita de la població era de 20.403 $. Aproximadament el 5,7% de les famílies i el 6,9% de la població estaven per davall del llindar de pobresa.

## Poblacions més properes
El següent diagrama mostra les poblacions més properes.